# Doullens
Doullens là một thị trấn ở tỉnh Somme trong vùng Hauts-de-France, Pháp.

## Địa lý
Thị trấn này tọa lạc trên tuyến đường N25, phía bắc tỉnh, nằm trên hai bờ sông Authie, giáp ranh với Pas-de-Calais, Doullens trên thực tế nằm ở trung độ của giao cắt các trục:
- Abbeville - Arras
- Amiens - Saint-Pol-sur-Ternoise
- Crécy-en-Ponthieu - Bapaume
- Auxi-le-Château - Acheux-en-Amiénois

## Dân số
| 1936                                                         | 1946 | 1954 | 1962 | 1968 | 1975 | 1982 | 1990 | 1999 | 2004 |
| ------------------------------------------------------------ | ---- | ---- | ---- | ---- | ---- | ---- | ---- | ---- | ---- |
| 5770                                                         | 5404 | 6169 | 6321 | 7119 | 7495 | 7054 | 6615 | 6279 | 6283 |
| Số liệu điều tra dân số từ năm 1962, dân số không tính trùng |      |      |      |      |      |      |      |      |      |